# Flor Romero
Flor Romero de Nohra (geb. 5. März 1933 in Guaduas; gest. 19. Februar 2018 in Bogotá) war eine kolumbianische Schriftstellerin. Ihr Roman Trópico crepitante  (1978) über ein kolumbianisches Dorf in Zeiten der Guerilla fand Aufnahme in der UNESCO-Sammlung repräsentativer Werke (Collection UNESCO d'œuvres représentatives), Iberoamerikanische Reihe (Série ibéro-américaine). Andere ihrer Werke sind Tres kilates ocho puntos (1966) und Los sueños del poder (1978).